# Tommaso Barbieri
Tommaso Barbieri (Magenta, 26 de agosto de 2002) es un futbolista italiano que juega como defensa en la U. S. Cremonese de la Serie A.

## Trayectoria
El 11 de septiembre de 2020 se unió a la Juventus de Turín "B" de la Serie C, el equipo de reserva de la Juventus de Turín, con un contrato de cinco años. El 28 de septiembre debutó con la Juventus de Turín "B" en una victoria por 2-1 contra el SSD Pro Sesto.

## Estadísticas

### Clubes
Actualizado al último partido disputado el 2 de septiembre de 2023.
| Club                           | Div.          | Temporada     | Liga  | Liga  | Copas nacionales | Copas nacionales | Copas internacionales | Copas internacionales | Total | Total |
| Club                           | Div.          | Temporada     | Part. | Goles | Part.            | Goles            | Part.                 | Goles                 | Part. | Goles |
| ------------------------------ | ------------- | ------------- | ----- | ----- | ---------------- | ---------------- | --------------------- | --------------------- | ----- | ----- |
| Novara Calcio · Italia         | 3.ª           | 2019-20       | 17    | 1     | 1                | 0                | —                     | —                     | 18    | 1     |
| Novara Calcio · Italia         | Total club    | Total club    | 17    | 1     | 1                | 0                | 0                     | 0                     | 18    | 1     |
| Juventus de Turín "B" · Italia | 3.ª           | 2020-21       | 15    | 0     | 0                | 0                | —                     | —                     | 15    | 0     |
| Juventus de Turín "B" · Italia | 3.ª           | 2021-22       | 29    | 0     | 2                | 0                | —                     | —                     | 31    | 0     |
| Juventus de Turín "B" · Italia | 3.ª           | 2022-23       | 19    | 0     | 5                | 0                | —                     | —                     | 24    | 0     |
| Juventus de Turín "B" · Italia | Total club    | Total club    | 63    | 0     | 7                | 0                | 0                     | 0                     | 70    | 0     |
| Juventus de Turín · Italia     | 1.ª           | 2022-23       | 3     | 0     | 0                | 0                | 1                     | 0                     | 4     | 0     |
| Juventus de Turín · Italia     | Total club    | Total club    | 3     | 0     | 0                | 0                | 1                     | 0                     | 4     | 0     |
| Pisa S. C. · Italia            | 2.ª           | 2023-24       | 2     | 0     | 0                | 0                | —                     | —                     | 2     | 0     |
| Pisa S. C. · Italia            | Total club    | Total club    | 2     | 0     | 0                | 0                | 0                     | 0                     | 2     | 0     |
| Total carrera                  | Total carrera | Total carrera | 85    | 1     | 8                | 0                | 1                     | 0                     | 94    | 1     |